# Oveselu
Oveselu – wieś w Rumunii, w okręgu Vâlcea, w gminie Măciuca. W 2011 roku liczyła 129 mieszkańców.